# یواس‌اس غزالا (آی‌ایکس-۱۱۶)
یواس‌اس غزالا (آی‌ایکس-۱۱۶) (به انگلیسی: USS Gazelle (IX-116)) یک کشتی بود که طول آن ۴۴۱ فوت ۶ اینچ (۱۳۴٫۵۷ متر) بود. این کشتی در سال ۱۹۴۳ ساخته شد.